# Fay Toyne
Fay Toyne (18 dicembre 1943) è una tennista australiana.

## Biografia
Durante la sua carriera giunse in finale nel doppio al Roland Garros nel 1966 perdendo contro la coppia composta da Margaret Smith Court e Judy Tegart Dalton in tre set (4-6, 6-1, 6-1), la sua compagna nell'occasione era la connazionale Jill Blackman.
Nel singolo giunse al quarto turno alle Internazionali di Francia del 1965 perdendo contro Annette Van Zyl e al Torneo di Wimbledon del 1968 dove venne sconfitta da Billie Jean King.